# Mormyrus hasselquistii
Mormyrus hasselquistii är en fiskart som beskrevs av Valenciennes, 1847. Mormyrus hasselquistii ingår i släktet Mormyrus och familjen Mormyridae. IUCN kategoriserar arten globalt som livskraftig. Inga underarter finns listade i Catalogue of Life.